# Desmond Hoare (amiral)
Desmond John Hoare, född 26 juni 1910, död 26 april 1988, var en brittisk sjömilitär och skolledare.
Desmond Hoare var konteramiral i brittiska flottan. Han var efter sin pensionering medgrundare 1962 till internatskolan och yrkesgymnasiet Atlantic College i Llantwit Major i Wales i Storbritannien och var dess första rektor.
Han ledde arbetet med att, tillsammans med sina elever som ett utbildningsarbete och i samarbetet med Royal National Lifeboat Institution, få fram en bättre mindre räddningsbåt med utgångspunkt i uppblåsbara gummibåtar under mitten av 1960-talet. Resultatet av detta var de första ribbåtarna.  Ett patent togs ut av Desmond Hoare, vilket han sålde till Royal National Lifeboat Institution för ett brittiskt pund.
Han var gift med Naomi Hoare (född 1921).